# Radio X (Frankfurt am Main)
Radio X (eigene Schreibweise: radio x) ist ein nichtkommerzieller Hörfunksender, der im Großraum Frankfurt am Main empfangen werden kann.
Radio X wird über Antenne auf UKW 91,8 MHz ausgestrahlt und dank der Sendeposition vom Europaturm in Frankfurt-Bockenheim ist der Sender auch weit über die Stadtgrenzen Frankfurts hinaus zu empfangen. Seit Anfang Juli 2006 kann Radio X auch wieder über Internet-Livestream empfangen werden. Ferner gibt es seit dem 25. April 2018 die Möglichkeit ausgewählte Sendungen bis zu sieben Tage nach Ausstrahlung in der Mediathek radio x +7 anzuhören. Bis Juni 2018 war radio x auch in Frankfurt im Kabel auf der Frequenz 99,85 MHz eingespeist. Außerdem ist Radio X immer vom 28. Dezember bis 28. Juni jeden Jahres im Großraum Rhein-Main digital über Antenne auf Kanal 12C DAB+ (Hessen Süd) zu empfangen.
Es gibt keine organisatorische Verbindung zum gleichnamigen und ähnlich ausgerichteten Radiosender in Basel.

## Organisation
Der reguläre Sendebetrieb begann am 22. September 1997. Das Programm wird von vielen eigenständig organisierten Redaktionen gemacht, deren Mitarbeiter ehrenamtlich tätig sind. Um den Sendebetrieb zu gewährleisten, erhält der Sender Zuwendungen der hessischen Landesmedienanstalt (etwa die Hälfte des Jahresbudgets von insgesamt fast 120.000 Euro, im Jahr 2017: ca. 60.000 Euro) und ist zudem auf zusätzliche Einnahmen durch Fördermitgliedschaften und Veranstaltungen angewiesen.

## Sendezeiten und Programm
radio x sendet rund um die Uhr und bietet live ein Vollprogramm von 7 Uhr morgens bis 2 Uhr nachts.
Neben Musiksendungen zu verschiedenen Musikstilen widmen sich Magazinsendungen kulturellen und gesellschaftlichen Themen, und darüber hinaus gibt es eine tägliche Morgen-Show, Scrambled X. Radio X vereint unter seinem Dach ein Netzwerk aus Kreativen der Region. Zusammengeschlossen in rund 90 Redaktionen gestalten sie das Programm. Dazu gehören Musiksendungen mit den einzelnen Schwerpunkten zu Funk/Soul, Jazz, Indie/Alternative, Punk, Reggae, Rap, Elektro/House/Techno/D'n'B oder Experimentelles. Andere Sendungen enthalten breite Musikpaletten oder spezielle Programme wie chinesische Musik oder Hardcore. Das Programm enthält auch zahlreiche Informationsprogramme zu Wissenschaft, Politik und Schule bzw. Hochschule. Dreimal täglich werden die ausführlichen zehnminütigen Nachrichten vom Deutschlandfunk live übernommen (um 8 Uhr, 13 Uhr und 23 Uhr). Daneben gibt es ein Kinomagazin, Hörspiele, Klangexperimente, eine tägliche DJ-Nacht  Sendungen von und für Schüler, als auch Programme zu queeren, politischen und sozialen Themen. Es gibt zahlreiche Kultursendungen sowie fremdsprachliche Programme, die von Bürgern aus der Region in ihrer jeweiligen Muttersprache gestaltet werden. Unterhaltungssendungen mit Hörerbeteiligung, Comedy, Satire und Kabarett sind ebenfalls im Sendespektrum enthalten. 
Das Comedy-Duo Mundstuhl begann seine Karriere mit einer wöchentlichen Nachmittagsshow bei Radio X in den Jahren 1997 bis 1998.